# Euphaea subnodalis
Euphaea subnodalis – gatunek ważki z rodziny Euphaeidae.